# 1954 في بلغاريا
فيما يلي قوائم الأحداث التي وقعت خلال عام 1954 في بلغاريا.

## سياسة

### انتهاء فترة المنصب
- 1 يناير – فيرينتس مونيش ambassador of Hungary to Bulgaria ‏.

## رياضة
- 1 يناير – الدوري البلغاري الممتاز 1954 الفائز سسكا صوفيا.
- 1 يناير – كأس بلغاريا 1954 الفائز سسكا صوفيا.
- تأسيس نادي رافدا 1954، وهو نادٍ بلغاري لكرة القدم من قرية رافدا (بالقرب من مدينة نيسيبار). [1]

## مواليد

### يناير
- 1 يناير – جورجي ايفانوف سياسي بلغاري.

### مارس
- 29 مارس – أحمد دوغان سياسي بلغاري.

### مايو
- 28 مايو – ماريانا ديميتروفا ممثلة بلغارية.

### أكتوبر
- 1 أكتوبر – فلاديمير أوروتشيف سياسي بلغاري.
- 14 أكتوبر – كازكو أندريكوفسكي ملاكم بلغاري.

### يناير
- 25 يناير – داميان فيلتشيف (مواليد 1883) سياسي بلغاري.